# Protestantismo en Japón
El protestantismo en Japón constituye una minoría religiosa de alrededor del 0,4% de la población total. Todas las principales denominaciones protestantes tradicionales están presentes en el país, incluidos los bautistas, pentecostales, luteranos, anglicanos,  metodistas, presbiterianos,  menonitas,   Ejército de Salvación Movimiento Misionero Mundial o M.M.M y algunos otros.

## Antes de la Segunda Guerra Mundial

### Channing Moore Williams
En 1859, los primeros representantes de la Comunión Anglicana, el reverendo, más tarde obispo, Channing Moore Williams y el reverendo John Liggins, de la Iglesia episcopal en los Estados Unidos, llegaron a Nagasaki,  Williams y Liggins fueron seguidos a Nagasaki en enero de 1869 por el reverendo George Ensor, en representación de la Church Missionary Society (CMS), que siguió las tradiciones anglicanas de la Iglesia de Inglaterra. En 1874 fue reemplazado por Revd H Burnside en Nagasaki. El mismo año, la misión CMS se expandió para incluir Revd CF Warren en Osaka, Revd Philip Fyson en Yokohama, Revd J Piper en Tokio (Yedo), Revd H Evington en Niigata y Revd W Dening en Hokkaido.] Revd H Maundrell se unió a la misión de Japón en 1875 y sirvió en Nagasaki. El reverendo John Batchelor fue un misionero del pueblo Ainu de Hokkaido de 1877 a 1941. Hannah Riddell llegó a Kumamoto, Kyūshū en 1891. Trabajó para establecer el Hospital Kaishun (conocido en inglés como el Hospital Kumamoto de la Resurrección de la Esperanza) para el tratamiento de la lepra, con la apertura del hospital el 12 de noviembre de 1895. Hannah Riddell dejó el CMS en 1900 para administrar el hospital.
El reverendo Williams fue nombrado Obispo Episcopal de China y Japón en 1866. Él unió varios esfuerzos misioneros anglicanos en una sola iglesia nacional, la Nippon Sei Ko Kai o la Iglesia Anglicana Episcopal en Japón, y continuó en 1874 para establecer la Universidad Rikkyo. Después de la Restauración Meiji, en 1871 se introdujeron nuevas y significativas leyes relacionadas con la libertad religiosa, facilitando  que en septiembre de 1873 la llegada a Tokio del Reverendo Alexander Croft Shaw y el Reverendo W. Ball Wright, los primeros misioneros enviados a Japón por la Sociedad para la Propagación del Evangelio. En 1888, la Iglesia Anglicana de Canadá también comenzó a trabajar  en la obra misionera en Japón.

### Misiones Presbiterianas

##### James Curtis Hepburn
Dr James Curtis Hepburn MD, LLD (nacido el 13 de marzo de 1815 - fallecido el 11 de junio de 1911) fue el primer misionero presbiteriano en Japón, llegando en 1859, el mismo año en que los primeros representantes de la comunión anglicana, el Reverendo (que después fue obispo) Channing Moore Williams, fundador de la universidad Rikkyo, ubicada en Tokio y el Reverendo John Liggins, de la Iglesia Episcopal de Estados Unidos

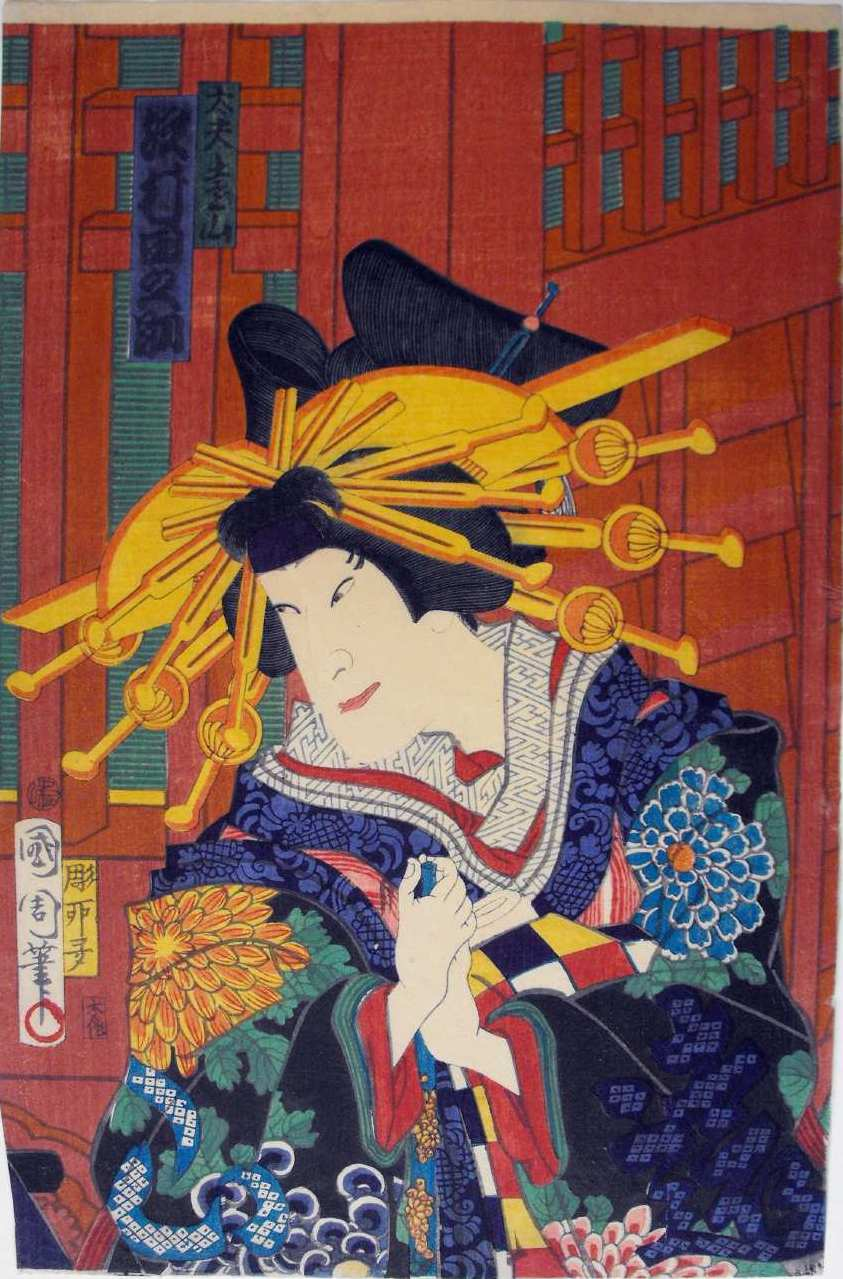
Una Ukiyo-e grabado de Sawamura Tanosuke III en uno de sus papeles

Hepburn fue a Japón inicialmente como un misionero médico con la Misión Presbiteriana Americana, abriendo una clínica en la prefectura de Kanagawa, cerca de Tokio. Después fundó la escuela Hepburn, la cual después se volvió la Universidad Meiji Gakuin, y escribió un diccionario de japonés-inglés. En la tercera edición, publicada en 1886, adoptó un nuevo sistema de romanización del idioma (Roomajikai). Este sistema es apliamente conocido como el sistema Hepburn ya que su diccionario lo popularizó. Hepburn también contribuyó  a la traducción protestante de la biblia en japonés. Regresó a los Estados Unidos en 1892. El 14 de marzo de 1905, que Hepburn cumplió 95 años, fue premiado con la condecoración de la Orden del Sol Naciente, tercera clase, siendo el segundo extranjero en recibir este honor

##### Divie Bethune McCartee
Divie Bethune McCartee fue el primer ministro misionero presbiteriano ordenado para visitar Japón, en 1861-1862. Su tratado gospel traducido al japonés fue el primero de la literatura protestante de Japón. En 1885 se mudó a Ningbo, China, pero otros siguieron sus pasos. Hay un mayor crecimiento del cristianismo en los últimos años del siglo XIX cuando Japón reabrió sus puerta a occidente. La Iglesia protestante occidental creció a un ritmo más lento a principios del siglo XX bajo la influencia del gobierno militar del período Shoowa

## Posterior a la Segunda Guerra Mundial
Los años posteriores a la Segunda Guerra Mundial vieron crecer la actividad de los evangélicos, inicialmente bajo influencia americana, y algo de crecimiento ocurrido entre 1945 y 1960. La Sociedad Bíblica Japonesa fue establecida en 1937 con la ayuda de la Sociedad Bíblica Escocesa (NBSS o SBS), la Sociedad Bíblica Americana y la Sociedad Bíblica Británica y Extranjera